# Mittelkonsole

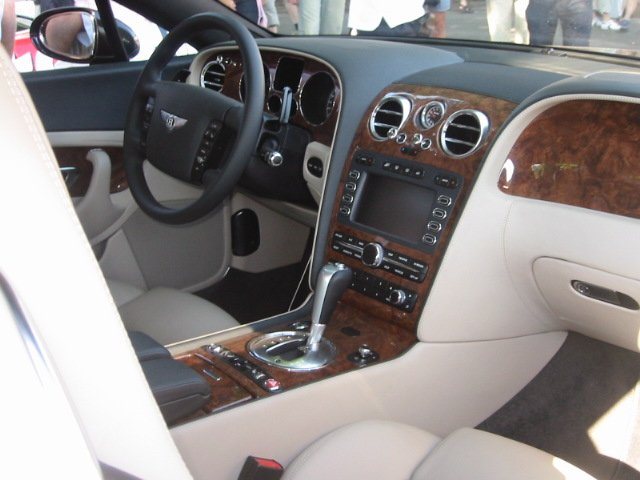
Armaturenbrett und Mittelkonsole eines Bentley Continental GT

Als Mittelkonsole bezeichnet man den Teil des Armaturenbrettes im Automobil, der etwa in Kniehöhe zwischen den beiden vorderen Fußräumen anfängt und sich bis zur Position der Armlehne zwischen den Vordersitzen erstreckt.
Oftmals beinhaltet dieser Bereich den Wählhebel, der bei vielen Fahrzeugen zwischen dem vorderen Fahrer- und Beifahrersitz liegt. Die Mittelkonsole kann außerdem eine Armlehne für Fahrer und Beifahrer beinhalten. Auf der vertikalen Ebene wird die Mittelkonsole für Komfort-Bedien- und Anzeigeelemente benutzt (Lüftung/Klimaanlage, Autoradio, Navigationssystem). Bedien- und Anzeigeelemente können jedoch auch zusätzlich auf der horizontalen Ebene, zusammen mit dem Wählhebel, liegen. Oft weist die Mittelkonsole auch kleinere Staufächer, Getränkehalter und Zigarettenanzünder auf. In modernen Autos sind die Zigarettenanzünder meist mit einer 12 Volt Bordspannungssteckdose versehen.
Nachdem die Mittelkonsole lange Zeit von separaten Systemen wie Radio und der Lüftung dominiert wurde, wird sie in modernen Fahrzeugen immer mehr von integrierten Infotainmentsystemen belegt: Die bisher einzelnen Schalt- und Funktionselemente werden zusammengefasst und mittels eines zentralen Bedien- (z. B. iDrive) und Anzeigeelementes (Flüssigkristallanzeige) bedient. Vorteil: die Bedienung der Systeme ist einheitlicher und lässt sich besser vernetzen, Nachteil: einzelne
Komponenten lassen sich nicht austauschen oder nachrüsten.